# Tenente Portela
Tenente Portela este un oraș în Rio Grande do Sul (RS), Brazilia.